# 吕特雷
吕特雷（法語：Luitré，法語發音：[lɥitʁe]）是法国伊勒-维莱讷省的一个旧市镇，属于富热尔-维特雷区。2019年，吕特雷与市镇栋皮埃尔迪舍曼合并为新市镇吕特雷-栋皮埃尔，吕特雷为新市镇行政中心。

## 地理
吕特雷（48°17'0"N, 1°7'7"W）面积29.15 平方千米，位于法国布列塔尼大區伊勒-维莱讷省，该省份为法国西北部沿海省份，位于布列塔尼半岛东部，北濒大西洋，西接阿摩尔滨海省和莫尔比昂省，南至大西洋卢瓦尔省，西南端接曼恩-卢瓦尔省，东临马耶讷省，东北与芒什省接壤。
与吕特雷接壤的市镇（或旧市镇、城区）包括：瑞维涅、圣皮埃尔德朗德、拉佩勒里讷、拉沙佩勒让松、拉塞勒昂吕特雷、雅沃内、帕尔塞、栋皮埃尔迪舍曼、普兰塞。
吕特雷的时区为UTC+01:00、UTC+02:00（夏令时）。

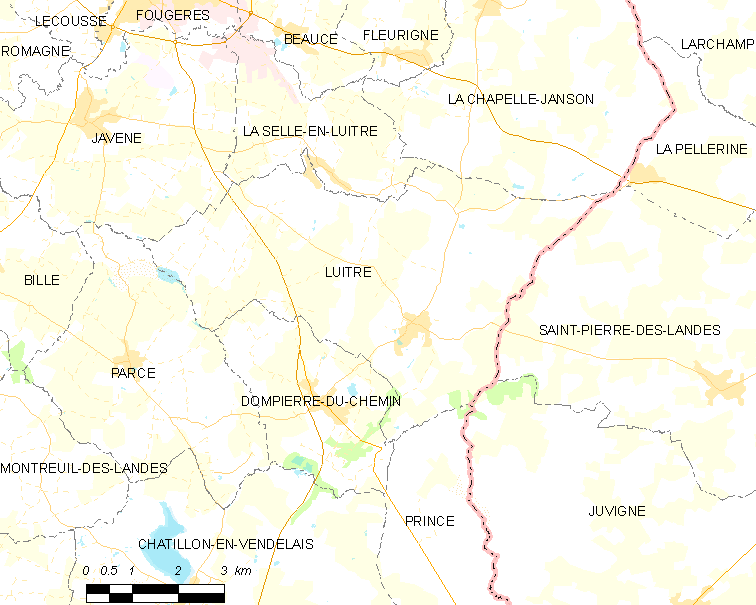
吕特雷的OSM定位图

## 行政
吕特雷的邮政编码为35133，INSEE市镇编码为35163。

## 政治
吕特雷所属的省级选区为富热尔第二县。

## 人口

1962-2008年间吕特雷人口变化图示

吕特雷于2018年1月1日时的人口数量为1287人。